# Joseph Sanchez
Joseph M. Sanchez (nacido 1948) es un artista y conservador de museos.

## Primeros años
Sanchez nació en Trinidad, Colorado. Tiene raíces en la reserva apache de Montaña Blanca así como en Pueblo de Taos.

## Carrera
Sanchez es un líder en arte indígena y chicano. Ha colaborado con múltiples artistas en trabajos en conjunto, exposiciones, así como en la defensa de los derechos de artistas minoritarios. De particular importancia fue su participación en el grupo canadiense denominado Artistas Indios Nativos Profesionales (Grupo Indio de los Siete).
Sanchez tuvo aspiraciones artísticas desde edad temprana, interesándose en el arte y la pintura desde el 5.º grado escolar. Le dio más seriedad a su carrera artística al conocer a la pintora nativa Canadiense Daphne Odjig en Winnipeg a inicios de los años 1970s. Odjig fue su mentora, invitandolo a participar en lo que se convertiría en el Grupo Indio de los Siete.
Sanchez actualmente funge como Jefe de Conservación en el Museo de Arte y Artefactos de los Pueblos Aborígenes, en la Universidad de Portage, Lac La Biche, Alberta. Este museo alberga una colección permanente dedicada al grupo de Artistas Indios Nativos Profesionales. Sanchez y Alex Janvier estuvieron presentes en la apertura de la colección en 2018.
Sanchez ha dicho "Pinto principalmente desde un punto de vista feminista. Necesitamos proteger a las mujeres."
Desde su jubilación, Joseph Sanchez ha continuado con la museografía, pero principalmente pinta de tiempo completo en su estudio, y continúa exhibiendo internacionalmente en galerías y museos. Vive en Santa Fe, Nuevo México.

## Exposiciones[14]
- 1975 Galería Dominion, Montreal, Quebec
- 1975 Galería Wallack, Ottawa, Ontario
- 1975 Art Emporium, Vancouver, B.C.
- 1990s Exposición "Espíritus del Sol", Phoenix, Arizona[7]
- 2009 "Perversiones del un conservador de museos: Una retrospectiva menor"[15]
- 2014-2016 "7: Artistas Indios Nativos Profesionales, Inc.", exposición itinerante[16][17]
- 2017 "Indígenas propiciando el cambio: Ace, Belmore, Davidson, Houle, Morrisseau, Poitras, Sánchez"
- 2017 "Anamesis: Joseph M. Sanchez y Janice Tanton"
- 2018 Museo de Arte y Artefactos de los Pueblos Aborígenes, Universidad de Portage, Alberta, Canadá[8][9][10]
- 2019 El Zaguan, Fundación Histórica de Santa Fe[18]

## Publicaciones
El trabajo de Sanchez está presentado en el libro "Artistas Indios Nativos Profesionales: Grupo de los Siete".  El libro fue publicado como catálogo de la exposición presentada inicialmente en la Galería de Arte Mackenzie en 2014. Esta exposición se presentó también en la Galería de Arte de Windsor, la Galería de Arte de Winnipeg, el Fondo McMichael de Arte Canadiense en Kleinburg, Ontario, la Galería de Arte Kelowna, y la Galería de Arte de Alberta.